# منطقه حفاظت‌شده لاگودخی
منطقه حفاظت‌شده لاگودخی (به لاتین: Lagodekhi Protected Areas) یک پارک ملی در گرجستان است که در لاگودخی واقع شده‌است.